# Profi Noki
A Profi Noki (eredeti cím: Big Nate) 2022 és 2024 között vetített amerikai számítógépes animációs vígjátéksorozat, amelyet Mitch Watson alkotott, Lincoln Peirce Profi Noki kalandjai című könyvsorozata alapján.
Amerikában 2022. február 17-én a Paramount+, míg Magyarországon 2022. október 3-án a Nickelodeon mutatta be, 2022. november 14-én a Nicktoons is bemutatta.

## Cselekmény
Profi Noki, egy félig-meddig tehetségtelen, temperamentumos és lázadó hatodikos. Baráti társaságához tartozik Francis, Teddy, Chad és Dee Dee. Noki gyűlöli a társadalomismeret-tanárnőt, Godfrey asszonyt, akit nemezisének tart, és olyan nevekkel illet, mint az „iskola Godzillája”, valamint a határozott Nichols igazgatót. Otthon Nate egyedülálló apjával, Martinnal és nővérével, Ellennel él.

## Szereplők
| Szereplő         | Eredeti hang             | Magyar hang        |
| ---------------- | ------------------------ | ------------------ |
| Nate Wright      | Ben Giroux               | Berkes Bence       |
| Ellen Wright     | Dove Cameron             | Bogdányi Titanilla |
| Martin Wright    | Rob Delaney              | Juhász Zoltán      |
| Teddy Ortiz      | Arnie Pantoja            | Molnár Levente     |
| Chad Applewhite  | Charlie Schlatter        | Baráth István      |
| Nichols igazgató | Kevin Michael Richardson | Bognár Tamás       |
| Mrs. Godfrey     | Carolyn Hennesy          | Tóth Szilvia       |
| Francis Pope     | Daniel MK Cohen          | Héger Tibor        |
| Dee Dee Holloway | Bryce Charles            | Hermann Lilla      |

### Magyar változat
- Főcímdal: Berkes Bence
- Bemondó: Bálint Adrienn
- Magyar szöveg: Niklosz Krisztina
- Dalszöveg: Janicsák István
- Hangmérnök és vágó: Papp Zoltán István
- Gyártásvezető: Baranyai Zsuzsanna Kinga
- Zenei rendező: Sárközi Anita
- Szinkronrendező: Tarján Péter
- Produkciós vezető: Legény Judit
- További magyar hangok: Szrna Krisztián, Lamboni Anna, Tóth Szilvia, Pekár Adrienn, Czető Ádám, Markovics Tamás, Hegedűs Johanna, Hám Bertalan, Mohácsi Nóra, Kádár-Szabó Bence, Vámos Mónika, Péter Richárd, Kapácsy Miklós, Berzsenyi Zoltán

A szinkront a Labor Film Szinkronstúdió készítette.

## Évados áttekintés
| Évad | Évad           | Epizódok       | Epizódok       | Eredeti sugárzás  | Eredeti sugárzás    | Magyar sugárzás a -on | Magyar sugárzás a -on | Magyar sugárzás a -on | Magyar sugárzás a -on | Magyar sugárzás a -on | Magyar sugárzás a -on |
| Évad | Évad           | Epizódok       | Epizódok       | Évadpremier       | Évadfinálé          | Évadpremier           | Évadfinálé            | Évadpremier           | Évadfinálé            | Évadpremier           | Évadfinálé            |
| ---- | -------------- | -------------- | -------------- | ----------------- | ------------------- | --------------------- | --------------------- | --------------------- | --------------------- | --------------------- | --------------------- |
|      | Rövid epizódok | Rövid epizódok | Rövid epizódok | 2022. január 18.  | 2022. július 15.    | Nem került adásba     | Nem került adásba     | Nem került adásba     | Nem került adásba     | Nem került adásba     | Nem került adásba     |
|      | 1              | 26             | 26             | 2022. február 17. | 2022. december 26.  | 2022. október 3.      | 2023. szeptember 25.  | 2022. november 14.    | 2023. szeptember 23.  | 2023. február 14.     | 2023. december 29.    |
|      | 2              | 26             | 26             | 2023. július 7.   | 2024. augusztus 26. | 2024. február 10.     | -                     | 2024. február 10.     | -                     | 2024. június 10.      | TBA                   |

## Epizódok

### Rövid epizódok (2022)
| #  | Eredeti cím                    | Magyar cím | Eredeti premier   | Magyar premier | Magyar premier             | Gyártási kód |     |                  |                   |                   |     |
| -- | ------------------------------ | ---------- | ----------------- | -------------- | -------------------------- | ------------ | --- | ---------------- | ----------------- | ----------------- | --- |
| #  | Eredeti cím                    | Magyar cím | Eredeti premier   | 1.             | How to Pull A Proper Prank | Gyártási kód | TBA | 2022. január 18. | Nem került adásba | Nem került adásba | 112 |
| 2. | Theater Antics                 | TBA        |                   |                |                            |              |     | 2022. január 18. | Nem került adásba | Nem került adásba | 112 |
| 3. | Spitsy's Barking Lessons       | TBA        | 2022. január 25.  | 114A           |                            |              |     |                  | Nem került adásba | Nem került adásba |     |
| 4. | The Butt Cheeks Song           | TBA        | 2022. január 25.  | 115B           |                            |              |     |                  | Nem került adásba | Nem került adásba |     |
| 5. | How to Get Ripped or Die Tryin | TBA        | 2022. február 1.  | 114B           |                            |              |     |                  | Nem került adásba | Nem került adásba |     |
| 6. | Locker Makeover Day            | TBA        | 2022. február 1.  | 115C           |                            |              |     |                  | Nem került adásba | Nem került adásba |     |
| 7. | Picture Day                    | TBA        | 2022. február 8.  | 116A           |                            |              |     |                  | Nem került adásba | Nem került adásba |     |
| 8. | How to Annoy Your Older Sister | TBA        | 2022. február 17. | 115A           |                            |              |     |                  | Nem került adásba | Nem került adásba |     |
| 9. | Never Bring a Hamster to Set   | TBA        | 2022. július 15.  | 116B           |                            |              |     |                  | Nem került adásba | Nem került adásba |     |

### 1. évad (2022)
| #   | #   | Eredeti cím                     | Magyar cím                      | Rendezte                        | Írta                            | Eredeti premier     | Magyar premier       | Magyar premier       | Magyar premier            | Gyártási kód |                      |                                    |              |                   |                  |                    |                   |     |
| --- | --- | ------------------------------- | ------------------------------- | ------------------------------- | ------------------------------- | ------------------- | -------------------- | -------------------- | ------------------------- | ------------ | -------------------- | ---------------------------------- | ------------ | ----------------- | ---------------- | ------------------ | ----------------- | --- |
| #   | #   | Eredeti cím                     | Magyar cím                      | Rendezte                        | Írta                            | Eredeti premier     | 1.                   | 1.                   | The Legend of the Gunting | Gyártási kód | A güntelés legendája | Kimberly Jo Mills és Jim Mortensen | Mitch Watson | 2022. február 17. | 2022. október 3. | 2022. november 14. | 2023. február 14. | 101 |
| 2.  | 2.  | Go Nate, It's Your Birthday     | Hajrá Noki, ez a te szülinapod! | Jeff DeGrandis és Jim Mortensen | Elliott Owen                    | 2022. október 4.    | 2022. november 15.   | 102                  |                           |              |                      |                                    |              | 2022. február 17. |                  |                    | 2023. február 14. |     |
| 3.  | 3.  | Valentine's Day of Horror       | Valentin napi horror            | Kyle Neswald                    | Kelly Fullerton és Mitch Watson | 2022. október 5.    | 2022. november 16.   | 103                  |                           |              |                      |                                    |              | 2022. február 17. |                  |                    | 2023. február 14. |     |
| 4.  | 4.  | CATastrophe                     | Macskajaj                       | Jeff DeGrandis és Jim Mortensen | Sarah Allan                     | 2022. október 6.    | 2022. november 17.   | 105                  |                           |              |                      |                                    |              | 2022. február 17. |                  |                    | 2023. február 14. |     |
| 5.  | 5.  | The Pimple                      | A pattanás                      | Kyle Neswald                    | Emily Brundige                  | Nem került adásba   | 2022. november 18.   | 106                  |                           |              |                      |                                    |              | 2022. február 17. |                  |                    | 2023. február 14. |     |
| 6.  | 6.  | Belles A Ringin                 | A fülsiketítő szépség           | Kimberly Jo Mills               | Ben Lapides                     | 2022. október 7.    | 2022. november 21.   | 107                  |                           |              |                      |                                    |              | 2022. február 17. |                  |                    | 2023. február 14. |     |
| 7.  | 7.  | Time Disruptors                 | Időzavarók                      | Tanner Johnson                  | Eric Shaw és Mitch Watson       | 2022. október 10.   | 2022. november 22.   | 108                  |                           |              |                      |                                    |              | 2022. február 17. |                  |                    | 2023. február 14. |     |
| 8.  | 8.  | Wilderness Warriors             | A vadon harcosai                | Kyle Neswald                    | Sarah Allan                     | 2022. október 11.   | 2022. november 23.   | 109                  |                           |              |                      |                                    |              | 2022. február 17. |                  |                    | 2023. február 14. |     |
| 9.  | 9.  | Best Laid Cell Plans            | Minek ide mobil?                | Kyle Neswald                    | Emily Brundige                  | 2022. augusztus 19. | Nem került adásba    | 2023. január 23.     | 2023. május 15.           | 115          |                      |                                    |              |                   |                  |                    |                   |     |
| 10. | 10. | Game Over                       | A játéknak vége                 | Kimberly Jo Mills               | Mitch Watson                    | 2022. augusztus 19. | Nem került adásba    | 2023. január 24.     | 2023. május 15.           | 116          |                      |                                    |              |                   |                  |                    |                   |     |
| 11. | 11. | Til Death Do We Rock            | Mindhalálig Rock                | Kyle Neswald                    | Emily Brundige                  | 2022. augusztus 19. | 2023. január 25.     | 2023. január 18.     | 2023. május 15.           | 112          |                      |                                    |              |                   |                  |                    |                   |     |
| 12. | 12. | Randy's Mom Has Got It Goin' On | Randy anyja bekavar             | Kimberly Jo Mills               | Sarah Allan                     | 2022. augusztus 19. | Nem került adásba    | 2023. január 19.     | 2023. május 15.           | 113          |                      |                                    |              |                   |                  |                    |                   |     |
| 13. | 13. | Ghostly Coven of Man Witches    | Titkos boszorkányszövetség      | Kimberly Jo Mills               | Michael Ryan                    | 2022. augusztus 19. | 2023. szeptember 10. | 2023. szeptember 23. | 2023. február 14.         | 104          |                      |                                    |              |                   |                  |                    |                   |     |
| 14. | 14. | The Future is Fuzzy             | Zavaros jövő                    | Tanner Johnson                  | Sarah Allan                     | 2022. augusztus 19. | 2023. január 27.     | 2023. január 25.     | 2023. május 15.           | 117          |                      |                                    |              |                   |                  |                    |                   |     |
| 15. | 15. | The Big Freeze                  | A nagy fagy                     | Kimberly Jo Mills               | Ben Lapides                     | 2022. augusztus 19. | 2023. január 23.     | 2023. január 16.     | 2023. május 15.           | 110          |                      |                                    |              |                   |                  |                    |                   |     |
| 16. | 16. | The Curse of the Applewhites    | Az Applewhitek átka             | Tanner Johnson                  | Lissy Klatchko                  | 2022. augusztus 19. | 2023. január 24.     | 2023. január 17.     | 2023. május 15.           | 111          |                      |                                    |              |                   |                  |                    |                   |     |
| 17. | 17. | The Thing That Wouldn't Leave   | Amit nem veszített el           | Tanner Johnson                  | Ben Lapides                     | 2022. augusztus 19. | 2023. január 26.     | 2023. január 20.     | 2023. május 15.           | 114          |                      |                                    |              |                   |                  |                    |                   |     |
| 18. | 18. | Kindness Wars                   | Szívesség háború                | Kyle Neswald                    | Emily Brundige                  | 2022. december 26.  | 2023. szeptember 19. | 2023. augusztus 21.  | 2023. december 29.        | 118          |                      |                                    |              |                   |                  |                    |                   |     |
| 19. | 19. | Wait Until Dark                 | Várj, míg sötét lesz            | Kimberly Jo Mills               | Ben Lapides                     | 2022. december 26.  | Nem került adásba    | 2023. augusztus 22.  | 2023. december 29.        | 119          |                      |                                    |              |                   |                  |                    |                   |     |
| 20. | 20. | The Square Root of Teddy        | Teddy négyzetgyöke              | Tanner Johnson                  | Emily Brundige                  | 2022. december 26.  | Nem került adásba    | 2023. augusztus 23.  | 2023. december 29.        | 120          |                      |                                    |              |                   |                  |                    |                   |     |
| 21. | 21. | Six-Tween Candles               | Kaotikus szülinap               | Kyle Neswald                    | Sarah Allen                     | 2022. december 26.  | 2023. szeptember 20. | 2023. augusztus 24.  | 2023. december 29.        | 121          |                      |                                    |              |                   |                  |                    |                   |     |
| 22. | 22. | It's Lonely at the Top          | Magányos a csúcson              | Tanner Johnson                  | Sarah Allen                     | 2022. december 26.  | Nem került adásba    | 2023. augusztus 28.  | 2023. december 29.        | 123          |                      |                                    |              |                   |                  |                    |                   |     |
| 23. | 23. | Nate in Shining Armor           | Noki, a csillogó páncélú lovag  | Kimberly Jo Mills               | Ben Lapides                     | 2022. december 26.  | 2023. szeptember 22. | 2023. augusztus 30.  | 2023. december 29.        | 125          |                      |                                    |              |                   |                  |                    |                   |     |
| 24. | 24. | Bro-king Up Is Hard To Do       | Szerelem vagy barátság?         | Kyle Neswald                    | Emily Brundige                  | 2022. december 26.  | 2023. szeptember 21. | 2023. augusztus 29.  | 2023. december 29.        | 124          |                      |                                    |              |                   |                  |                    |                   |     |
| 25. | 25. | Nate on a Hot Tin Roof          | Noki a forró bádogtetőn         | Kimberly Jo Mills               | Ben Lapides                     | 2022. december 26.  | Nem került adásba    | 2023. augusztus 25.  | 2023. december 29.        | 122          |                      |                                    |              |                   |                  |                    |                   |     |
| 26. | 26. | The April Fool                  | Április bolondja                | Tanner Johnson                  | Sarah Allen                     | 2022. december 26.  | 2023. szeptember 25. | 2023. augusztus 31.  | 2023. december 29.        | 126          |                      |                                    |              |                   |                  |                    |                   |     |

### 2. évad (2023-2024)
| #   | #   | Eredeti cím                           | Magyar cím                       | Rendezte                      | Írta                                                       | Eredeti premier     | Magyar premier    | Magyar premier    | Magyar premier          | Gyártási kód |                   |                   |                |                 |                   |                   |                  |     |
| --- | --- | ------------------------------------- | -------------------------------- | ----------------------------- | ---------------------------------------------------------- | ------------------- | ----------------- | ----------------- | ----------------------- | ------------ | ----------------- | ----------------- | -------------- | --------------- | ----------------- | ----------------- | ---------------- | --- |
| #   | #   | Eredeti cím                           | Magyar cím                       | Rendezte                      | Írta                                                       | Eredeti premier     | 27.               | 1.                | The Curse of Eewcorpico | Gyártási kód | A Fújkorpiko átka | Kimberly Jo Mills | Emily Brundige | 2023. július 7. | 2024. február 10. | 2024. február 10. | 2024. június 10. | 201 |
| 28. | 2.  | Victoria Harris és Tanner Johnson     | Ben Lapides                      | 2024. február 11.             | 2024. február 11.                                          | 202                 |                   |                   | The Curse of Eewcorpico |              | A Fújkorpiko átka |                   |                | 2023. július 7. |                   |                   | 2024. június 10. |     |
| 29. | 3.  | Mouth Brow Madness                    | Ben Lapides                      | Bajusz őrület                 | Kimberly Jo Mills                                          | Nem került adásba   | 2024. február 24. | 205               |                         |              |                   |                   |                | 2023. július 7. |                   |                   | 2024. június 10. |     |
| 30. | 4.  | Flavor Blasted Beardy Yum Yums        | Ízesített szakállas nyamnyam     | Mitch Watson                  | Kimberly Jo Mills                                          | Nem került adásba   | 2024. március 3.  | 208               |                         |              |                   |                   |                | 2023. július 7. |                   |                   | 2024. június 10. |     |
| 31. | 5.  | Bum Rap                               | Hasmars rap                      | Kyle Neswald                  | Sarah Allen                                                | 2024. február 17.   | 2024. február 17. | 203               |                         |              |                   |                   |                | 2023. július 7. |                   |                   | 2024. június 10. |     |
| 32. | 6.  | A Star is Torn                        | Ki az új sztár?                  | Victoria Harris               | Emily Brundige                                             | 2024. február 18.   | 2024. február 25. | 206               |                         |              |                   |                   |                | 2023. július 7. |                   |                   | 2024. június 10. |     |
| 33. | 7.  | Valentine's Day of Horror: Chapter II | Valentin napi horror: 2. fejezet | Kyle Neswald                  | Lissy Klatchko                                             | Nem került adásba   | 2024. március 2.  | 207               |                         |              |                   |                   |                | 2023. július 7. |                   |                   | 2024. június 10. |     |
| 34. | 8.  | Nate Wright's Day Off                 | Profi Noki szabadnapja           | Kyle Neswald                  | Sarah Allen                                                | 2024. február 24.   | 2024. február 18. | 204               |                         |              |                   |                   |                | 2023. július 7. |                   |                   | 2024. június 10. |     |
| 35. | 9.  | Rackleff's G.O.A.T.                   | Rackleffi rekordok könyve        | Victoria Harris               | Sarah Allen                                                | 2024. február 25.   | 2024. március 9.  | 209               |                         |              |                   |                   |                | 2023. július 7. |                   |                   | 2024. június 10. |     |
| 36. | 10. | The Ballad of Big Nate                | Profi Noki balladája             | Kyle Neswald és Sam Koji Hale | Történet: Sam Koji Hale és Mitch Watson Írta: Mitch Watson | 2024. március 2.    | 2024. március 10. | 210               |                         |              |                   |                   |                | 2023. július 7. |                   |                   | 2024. június 10. |     |
| 37. | 11. | The Real Kids of PS 38                | TBA                              | Kimberly Jo Mills             | Sarah Allan                                                | 2024. augusztus 26. | Nem került adásba | Nem került adásba | TBA                     | 211          |                   |                   |                |                 |                   |                   |                  |     |
| 38. | 12. | Holy Pierogis                         | TBA                              | Victoria Harris               | Ben Lapides                                                | 2024. augusztus 26. | Nem került adásba | Nem került adásba | TBA                     | 212          |                   |                   |                |                 |                   |                   |                  |     |
| 39. | 13. | The Tween's Gambit                    | TBA                              | Kyle Neswald                  | Ben Lapides                                                | 2024. augusztus 26. | Nem került adásba | Nem került adásba | TBA                     | 213          |                   |                   |                |                 |                   |                   |                  |     |
| 40. | 14. | Nate Wright Has Left the Building     | TBA                              | Kimberly Jo Mills             | Sarah Allan                                                | 2024. augusztus 26. | Nem került adásba | Nem került adásba | TBA                     | 214          |                   |                   |                |                 |                   |                   |                  |     |
| 41. | 15. | Speed Bump Brawl                      | TBA                              | Victoria Harris               | Alex van der Hoek                                          | 2024. augusztus 26. | Nem került adásba | Nem került adásba | TBA                     | 215          |                   |                   |                |                 |                   |                   |                  |     |
| 42. | 16. | NATESgiving                           | TBA                              | Kyle Neswald                  | Ben Lapides                                                | 2024. augusztus 26. | Nem került adásba | Nem került adásba | TBA                     | 216          |                   |                   |                |                 |                   |                   |                  |     |
| 43. | 17. | Field of Nightmares                   | TBA                              | Kimberly Jo Mills             | Lissy Klatchko                                             | 2024. augusztus 26. | Nem került adásba | Nem került adásba | TBA                     | 217          |                   |                   |                |                 |                   |                   |                  |     |
| 44. | 18. | Exes Machina                          | TBA                              | Victoria Harris               | Történet: Sam Koji Hale Teleplay: Elliott Owen             | 2024. augusztus 26. | Nem került adásba | Nem került adásba | TBA                     | 218          |                   |                   |                |                 |                   |                   |                  |     |
| 45. | 19. | Scarytale Endings                     | TBA                              | Kimberly Jo Mills             | Ben Lapides                                                | 2024. augusztus 26. | Nem került adásba | Nem került adásba | TBA                     | 219          |                   |                   |                |                 |                   |                   |                  |     |
| 46. | 20. | Rackleff's a Dump                     | TBA                              | Kyle Neswald                  | Sarah Allan                                                | 2024. augusztus 26. | Nem került adásba | Nem került adásba | TBA                     | 220          |                   |                   |                |                 |                   |                   |                  |     |
| 47. | 21. | Nate Eat World                        | TBA                              | Victoria Harris               | Lissy Klatchko                                             | 2024. augusztus 26. | Nem került adásba | Nem került adásba | TBA                     | 221          |                   |                   |                |                 |                   |                   |                  |     |
| 48. | 22. | Carlottha the Sloth-a                 | TBA                              | Kyle Neswald                  | Alex van der Hoek                                          | 2024. augusztus 26. | Nem került adásba | Nem került adásba | TBA                     | 222          |                   |                   |                |                 |                   |                   |                  |     |
| 49. | 23. | The Unsittable Ones                   | TBA                              | Kimberly Jo Mills             | Michael Ryan                                               | 2024. augusztus 26. | Nem került adásba | Nem került adásba | TBA                     | 223          |                   |                   |                |                 |                   |                   |                  |     |
| 50. | 24. | Norchaborf                            | TBA                              | Victoria Harris               | Sarah Allan                                                | 2024. augusztus 26. | Nem került adásba | Nem került adásba | TBA                     | 224          |                   |                   |                |                 |                   |                   |                  |     |
| 51. | 25. | Extreme Makeover: Gym Teacher Edition | TBA                              | Kyle Neswald                  | Elliott Owen                                               | 2024. augusztus 26. | Nem került adásba | Nem került adásba | TBA                     | 225          |                   |                   |                |                 |                   |                   |                  |     |
| 52. | 26. | Fuller House                          | TBA                              | Victoria Harris               | Ben Lapides                                                | 2024. augusztus 26. | Nem került adásba | Nem került adásba | TBA                     | 226          |                   |                   |                |                 |                   |                   |                  |     |

## A sorozat készítése
1991-ben, a Profi Noki képregény első megjelenésének évében Lee Mendelson, a Peanuts vezető producere megvásárolta Lincoln Peirce-től az opciót, hogy az NBC szombat délelőtti rajzfilmjei számára animációs Profi Noki tévésorozatot készítsen; Peirce "5000 dollárt kapott azért, hogy írjon egy idézőjeles bibliát, amelyben leírja a karaktereket és felvázol néhány történetötletet". Az üzlet megkötése utáni napon azonban az NBC összes szombat délelőtti rajzfilmjét törölték, ezzel a sorozatot a fejlesztését is.
2020. február 19-én a Nickelodeon bejelentette, hogy animációs Profi Noki sorozatot készít. A Nickelodeon animációs produkcióért és fejlesztésért felelős vezető alelnöke, Ramsey Ann Naito kijelentette, hogy már régóta szerette volna a Profi Noki könyvsorozatot animációs sorozattá adaptálni.
2022. március 24-én a sorozatot megújították egy 10 epizódból álló második évaddal. 2022. augusztus 3-án bejelentették, hogy további 10 epizódot rendeltek a második évadhoz, és az évad 2023-ban fog megjelenni.